# Fiat 2800
La Fiat 2800 è una berlina prodotta dalla FIAT dal 1938 al 1944 in 625 esemplari.

## Storia
Pur riprendendo le innovazioni stilistiche della 1500 C, la 2800 fu l'ultimo modello sostanzialmente nuovo uscito dalle fabbriche Fiat prima dello scoppio della seconda guerra mondiale. Si racconta che la sua progettazione venne proposta ai vertici Fiat da Benito Mussolini, che voleva un'ammiraglia da contrapporre alle Mercedes-Benz dell'epoca.
Sei vetture furono costruite in versione torpedo a sei-sette posti dagli stabilimenti Farina; entrarono a fare parte del garage di Casa Reale al Palazzo del Quirinale, divenendo le auto di rappresentanza in uso alla famiglia reale e, nel dopoguerra, dei primi presidenti della Repubblica. La stessa carrozzeria costruì anche un settimo esemplare, una torpedo speciale militare, ad uso personale del re Vittorio Emanuele III in quanto comandante in capo delle Forze armate.

### La Fiat 2800 "Alcinoo"

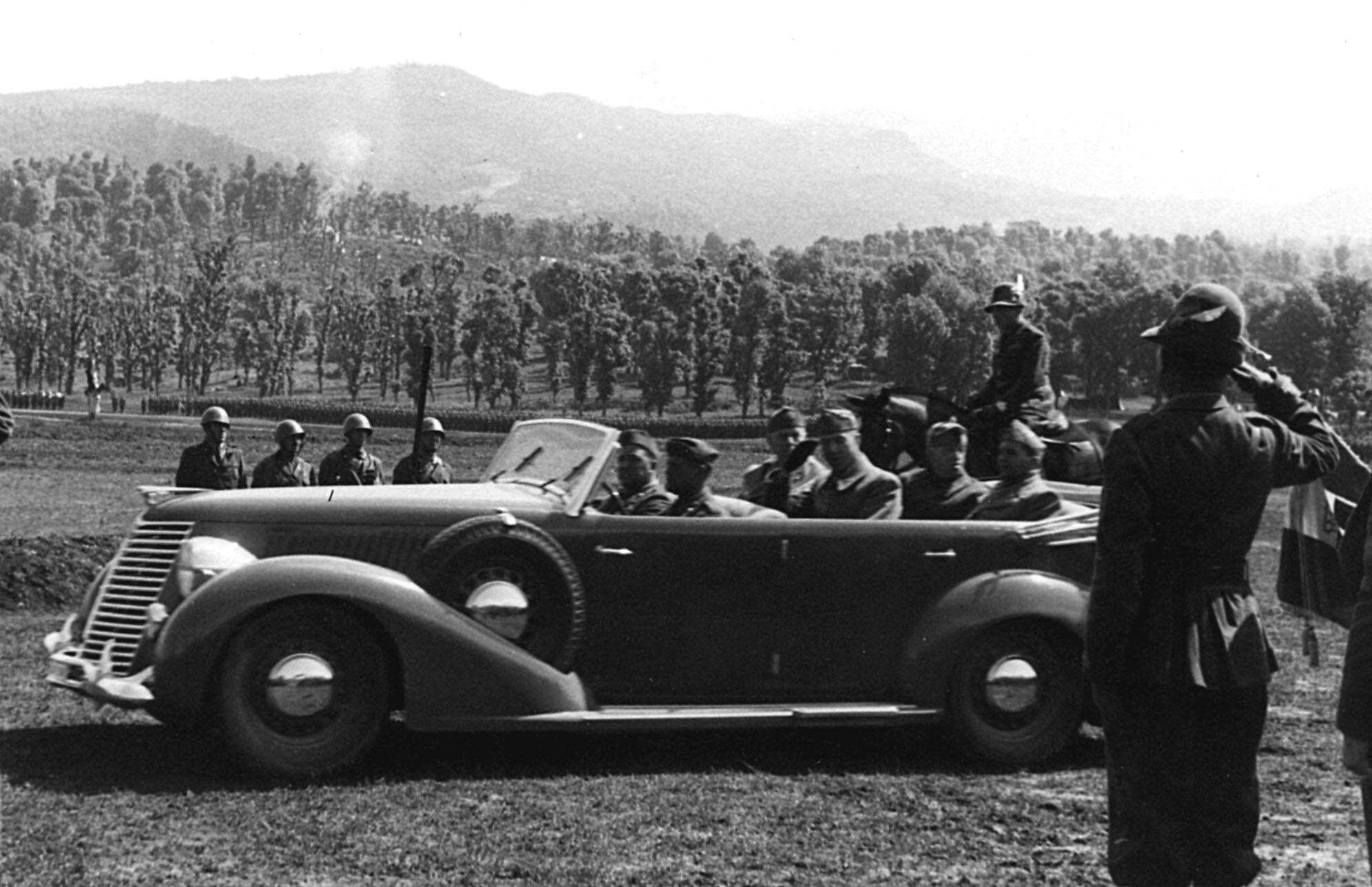
La Fiat Torpedo 2800 fu la vettura di alta rappresentanza usata da Vittorio Emanuele III dal 1938 al 1943 in versione nero imperiale per le cerimonie ufficiali e in versione verde militare per le visite alle truppe

Durante le cerimonie ufficiali e nell'accoglienza di capi di Stato e pontefici, Vittorio Emanuele III utilizzava invece la vettura nero imperiale denominata "Alcinoo", come uno dei suoi purosangue più belli. A quest'auto è stato dedicato un libro, "L'ultima macchina del Re" di Marco Linari che racconta la storia di questa ammiraglia della Fiat, utilizzata dal 1938 al 1962 in tutte le grandi parate sia in tempo di monarchia sia di repubblica, per poi essere dimenticata in un garage di Roma. La ritrovò fortunosamente otto anni dopo Raffaele Bacelliere, un commerciante di motori proveniente dal Lago di Varese. Il volume riporta anche il ricordo di Emanuele Filiberto di Savoia e l'introduzione di Gabriele Albertini, già sindaco di Milano. Fra i personaggi più famosi che hanno sfilato sulla Fiat Torpedo 2800 ci sono Benito Mussolini, Adolf Hitler, Francisco Franco, Umberto II, Harry Truman, Evita Perón e Charles de Gaulle, oltre ai primi quattro capi di Stato: Enrico De Nicola, Luigi Einaudi, Giovanni Gronchi e Antonio Segni. Oggi si trova custodita al Museo Onda Rossa di Caronno Pertusella, in provincia di Varese.
Due di queste vetture di alta rappresentanza furono usate da re Vittorio Emanuele III e da Pietro Badoglio durante la fuga da Roma alla volta di Pescara. In particolare, la Torpedo Alcinoo servì per il trasporto dei bagagli dei sovrani.

## Lo stile e la meccanica
Stilisticamente anticipava nella linea del cofano e nel muso allungato la linea della nuova 1100 che sarebbe uscita l'anno successivo. La meccanica era invece quella standard Fiat del momento completata da un motore da 2852 cm³ in grado di sviluppare una potenza di circa 85 CV (circa 62,5 kW). Un motore di così grande cilindrata non sarà più nei listini Fiat per molti anni, sino alla presentazione della Fiat 130. Le berline di serie, a cinque posti più due sugli strapuntini pieghevoli, erano dotate di divisorio interno, tendine ai vetri laterali e posteriori, interfono e sellate davanti in pelle e dietro in panno di lana. 
Sul telaio della 2800 vennero anche costruiti modelli fuoriserie ad opera dei più importanti carrozzieri come Ghia, 
Pininfarina e Viotti. Uno degli esemplari fuoriserie più noti è lo spider disegnato da Mario Revelli di Beaumont per Clara Fürstemberg Agnelli, carrozzato da Pininfarina nel 1938.

## La Fiat 2800 CMC
Nel 1939 viene introdotta la Fiat 2800 CMC, ovvero Corta Militare Coloniale, impiegata dai comandi del Regio Esercito durante la seconda guerra mondiale. Essa differisce dal modello civile per le dimensioni più compatte, per la carrozzeria più spartana, oltre che per la meccanica adeguatamente preparata per l'uso tattico e per gli pneumatici maggiorati da 4×18. Di questa versione ne furono commissionati 210 esemplari, ma non tutti furono completati entro il 1943.